# Megalonema orixanthum
Megalonema orixanthum is een straalvinnige vissensoort uit de familie van de antennemeervallen (Pimelodidae). De wetenschappelijke naam van de soort is voor het eerst geldig gepubliceerd in 2008 door Lundberg & Dahdul.